# Liste des ambassadeurs d'Espagne en Bulgarie
L’ambassadeur d'Espagne en Bulgarie est le représentant légal le plus important du royaume d'Espagne en Bulgarie et, en tant qu'ambassadeur non résident, en Géorgie. Nommé en Conseil des ministres, il dirige les offices qui dépendent de l'Ambassade dont le siège est à Sofia. De même, il informe le gouvernement espagnol sur l'évolution des évènements en Bulgarie et en Géorgie, négocie au nom de l'Espagne et peut signer ou ratifier des conventions. Il observe le développement des relations bilatérales dans tous les domaines et s'assure de la protection des intérêts espagnols et de ces citoyens en Bulgarie et en Géorgie.

## Ambassadeurs successifs
| Début             | Fin               | Ambassadeur                              | Observations                                                 |
| ----------------- | ----------------- | ---------------------------------------- | ------------------------------------------------------------ |
| ?                 | 5 janvier 1987    | José Cuenca Anaya                        | Avant 1987, non indiqué dans le Bulletin officiel de l’État. |
| 23 mars 1987      | 4 janvier 1993    | Joaquín Pérez Gómez                      | -                                                            |
| 4 janvier 1993    | 29 janvier 1997   | Jorge Fuentes Monzonís-Villalonga        | -                                                            |
| 1er mars 1997     | 3 mars 2001       | José Coderch Planas                      | -                                                            |
| 10 mars 2001      | 18 septembre 2004 | José Ángel López Jorrín                  | -                                                            |
| 18 septembre 2004 | 27 mars 2009      | Fernando Arias González                  | -                                                            |
| 27 mars 2009      | 6 novembre 2010   | Jorge Fuentes Monzonís-Villalonga        | -                                                            |
| 6 novembre 2010   | 6 janvier 2012    | Rafael Mendívil Peydro                   | -                                                            |
| 6 janvier 2012    | ?                 | vacant                                   | -                                                            |
| ?                 | en cours          | Francisco Javier Pérez-Griffo y de Vides | -                                                            |